# MTN8
MTN8, auch MTN8 Cup, ehemals MTN8 Wafa Wafa ist ein südafrikanischer Fußball-Pokalwettbewerb. Der Wettbewerb wurde 1972 in der National Premier Soccer League als BP Top 8 eingeführt und zunächst vom Mineralölkonzern BP gesponsert. Ab 1985 wurde der Pokal im Ligabetrieb der National Soccer League bis zur Einstellung der Liga 1996 fortgeführt. Seit 2000 gehört der Wettbewerb zum Programm der Premier Soccer League. 2003 wurde das Turnier durch einen Sponsorenwechsel in SAA Supa 8 nach der Fluggesellschaft South African Airways umbenannt, seit 2008 ist das Telekommunikationsunternehmen MTN Hauptsponsor und Namensgeber.
Das MTN8 ist, neben dem seit 1971 veranstalteten Nedbank Cup, der älteste noch ausgetragene Pokalwettbewerb Südafrikas. Teilnahmeberechtigt sind die besten acht Mannschaften der Meisterschaft des Vorjahres, die im K.-o.-system den Sieger ausspielen. Rekordsieger sind die Kaizer Chiefs, die 15 Austragungen für sich entschieden; zweithäufigster Titelträger sind die Orlando Pirates mit 12 Erfolgen.

## Sieger
BP Top 8 (NPSL)
- 1972: Orlando Pirates
- 1973: Orlando Pirates
- 1974: Kaizer Chiefs
- 1975: Moroka Swallows
- 1976: Kaizer Chiefs
- 1977: Kaizer Chiefs
- 1978: Orlando Pirates
- 1979: Moroka Swallows
- 1980: Witbank Black Aces
- 1981: Kaizer Chiefs
- 1982: Kaizer Chiefs
- 1983: Orlando Pirates
- 1984: Wits University

BP Top 8 (NSL)
- 1985: Kaizer Chiefs
- 1986: Arcadia Shepherds
- 1987: Kaizer Chiefs
- 1988: Mamelodi Sundowns
- 1989: Kaizer Chiefs
- 1990: Mamelodi Sundowns
- 1991: Kaizer Chiefs
- 1992: Kaizer Chiefs
- 1993: Orlando Pirates
- 1994: Kaizer Chiefs
- 1995: Wits University
- 1996: Orlando Pirates
- 2000: Orlando Pirates
- 2001: Kaizer Chiefs
- 2002: Santos Kapstadt

SAA Supa 8
- 2003: Jomo Cosmos
- 2004: Supersport United
- 2005: Bloemfontein Celtic
- 2006: Kaizer Chiefs
- 2007: Mamelodi Sundowns

MTN8
- 2008: Kaizer Chiefs
- 2009: Golden Arrows
- 2010: Orlando Pirates
- 2011: Orlando Pirates
- 2012: Moroka Swallows
- 2013: Platinum Stars
- 2014: Kaizer Chiefs
- 2015: Ajax Cape Town
- 2016: Bidvest Wits
- 2017: Supersport United
- 2018: Cape Town City
- 2019: Supersport United
- 2020: Orlando Pirates
- 2021: Mamelodi Sundowns
- 2022: Orlando Pirates
- 2023: Orlando Pirates